# Arciprestazgo de Jaraíz de la Vera
El Arciprestazgo de Jaraíz de la Vera es un arciprestazgo español que está bajo la jurisdicción de la Diócesis de Plasencia y está compuesto por 12 parroquias, 8 párrocos y 13.829 personas. Su actual arcipreste es Joaquín Jiménez García (párroco de las dos iglesias jaraiceñas).

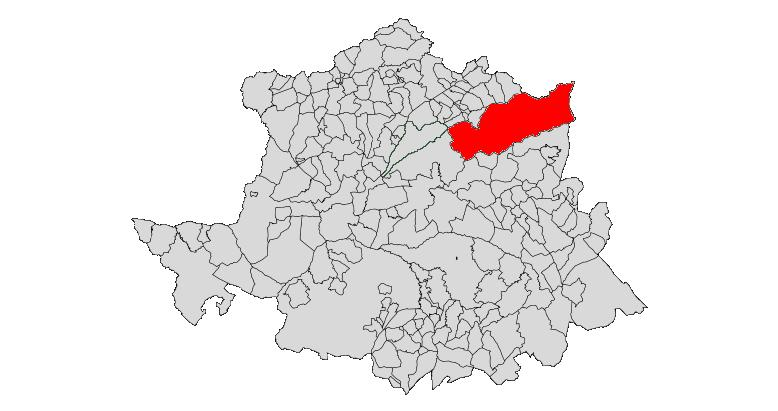
Extensión del Arciprestazgo de Jaraíz de la Vera (Obsoleto)

## Parroquias
En Jaraíz de la Vera
- Parroquia de Santa María de Altagracia.
- Parroquia de San Miguel.

En Pasarón de la Vera
- Parroquia del Salvador.

En Valdeíñigos de Tiétar
- Parroquia de la Inmaculada Concepción.

En Gargüera
- Parroquia de Nuestra Sra. de la Asunción.

En Cuacos de Yuste
- Parroquia de Nuestra Sra. de la Asunción.

En Collado de la Vera
- Parroquia de San Cristóbal.

En Garganta la Olla
- Parroquia de San Lorenzo Mártir.

En Tejeda de Tiétar
- Parroquia de San Miguel Arcángel.

En Arroyomolinos de la Vera
- Parroquia de San Nicolás de Bari.

En Barrado
- Parroquia de San Sebastián.

En Torremenga
- Parroquia de Santiago Apóstol.

- Datos: Q5703080